# Jens Christian Svabo
Jens Christian Svabo (født 1746 i Miðvágur, død 14. februar 1824 i Tórshavn) var en færøsk folkemindesamler og sprogforsker. Hans sprogforskning blev begyndelsen til skabelsen af et færøsk skriftsprog og det arbejde der siden er gjort for at
holde færøsk ved lige.
Faderen, Hans Christophersen Svabonius, præstesøn fra Mors i Jylland, blev sognepræst for Vaagø Præstegæld 1734. Moderen, Maria Samuelsdatter, var datter af lagmand Sámal Pætursson Lamhauge. Svabo blev dimitteret fra Thorshavns Latinskole 1765.
1767 bestod han den filosofiske eksamen ved Københavns Universitet og studerede naturvidenskab og
økonomi, men lagde som regensianer grunden til sin færøske ordbog, som han hele sit liv arbejdede på. 1773 udgav han tidsskriftet »til den færøske Landmands Nytte« og indsendte samme år til regeringen et forslag om foretagelse af forskellige økonomiske forsøg på Færøerne, hvilket gav anledningen til, at regeringen iværksatte en række foranstaltninger til udviklingen af det færøske erhvervsliv, især i landbruget mødte reformforsøgene ingen forståelse hos befolkningen, og udbyttet blev derfor ringe.
1781—82 rejste Svabo for kongelig regning til Færøerne med det formål at dokumentere en fysisk og økonomisk beskrivelse af landet. 1783 indsendte han sine indberetninger (7 kvartbind med tegninger, findes i Færøernes Nationalarkiv, Landsskjalasavnið), men det lykkedes ham ikke at få dem trykt. En mindre del af dette værk, som indeholder udførlige oplysninger om øernes natur, befolkningens levevis osv., blev udgivet på hundredeårsdagen for hans død (1924). Under sit ophold på Færøerne forøgede han sin færøske ordsamling til det dobbelte og fik også tid til at optegne en betydelig del af de gamle færøske kvæder, som indtil da havde været næsten glemt. (S.’s Kvadsamling udgør 3 kvartbind og findes på Det Kgl. Bibliotek).
Færørejsen 1781-82 blev Svabos endelige ruin. Han var dybt forgældet, blev ramt af sygdom og levede en kummerlig tilværelse i København i mange år. År 1800 rejste hans i sommeren 1800 tilbage til Tórshavn. Her fuldførte han
den sidste og del af sine mange færøske ordbogsarbejder (håndskrifterne findes på det kgl. Bibliotek og
Universitetsbiblioteket). I øvrigt beskæftigede han sig med at undervise og forstod gennem sit lærervirke at
vække interesse for det færøske sprog og færøske folkeminder hos sine elever, hvoraf flere har haft betydning for det færøske kulturliv. Men det blev hans søsters søns søn V.U. Hammershaimb, som optog og fortsatte hans gerning.
Først i 1900-tallet er hans færøske visehaandskrifter (1937-39), Indberetninger fra en Reise i Færøe 1781 og 1782 (1959) og Dictionarium Færoense. Færøsk-dansk-latinsk ordbog (1966) blevet offentliggjort.